# Typhochrestinus titulifer
Typhochrestinus titulifer är en spindelart som beskrevs av Kirill Yeskov 1990. Typhochrestinus titulifer ingår i släktet Typhochrestinus och familjen täckvävarspindlar. Inga underarter finns listade i Catalogue of Life.